# キャス・サンスティーン

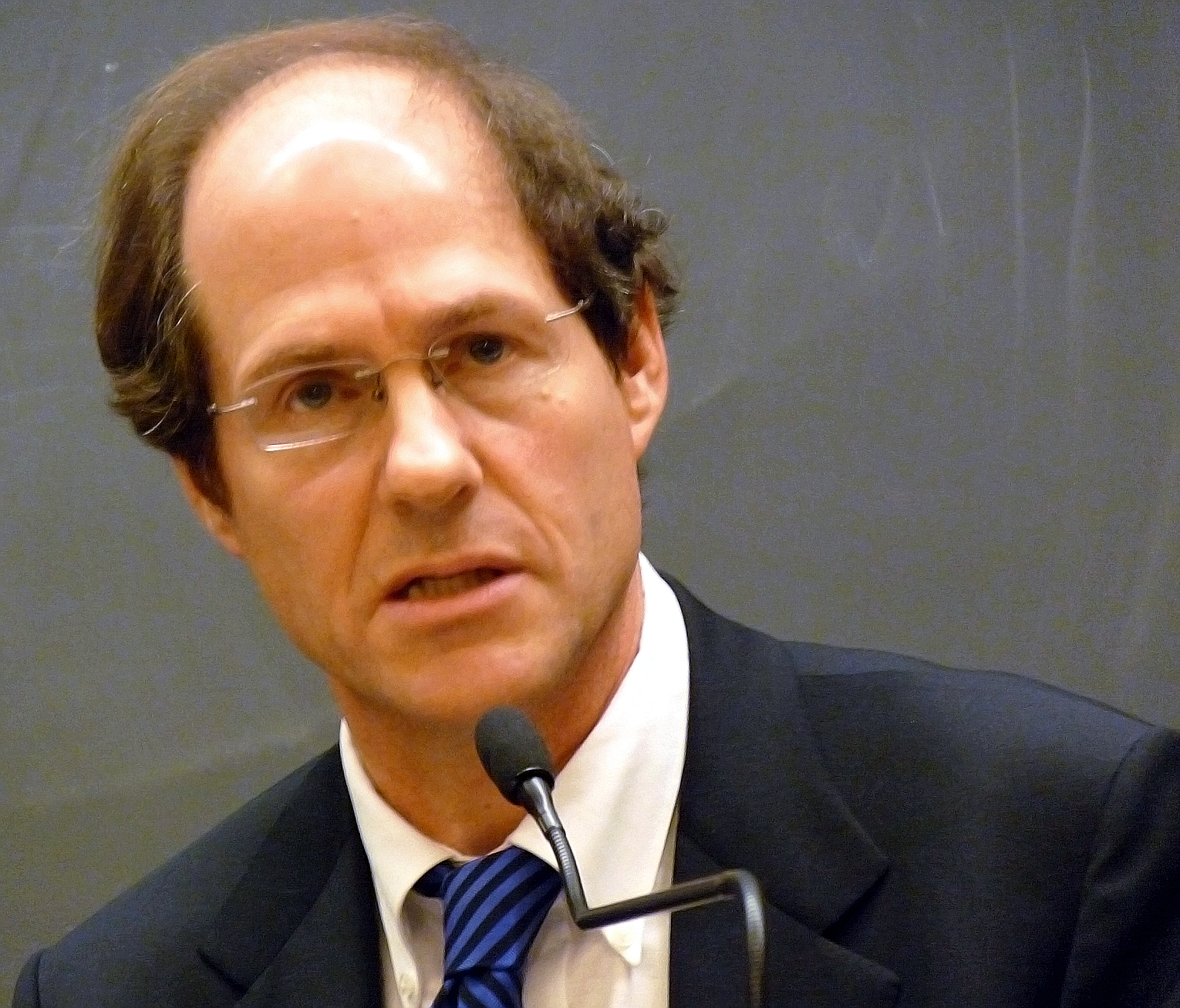
キャス・サンスティーン (2008)

キャス・サンスティーン（Cass R. Sunstein、1954年9月21日 - ）は、アメリカの法学者、ハーバード大学ロースクール教授。憲法学、行政法、環境法が専門。
マサチューセッツ州コンコード生まれ。1978年、ハーバード大学ロースクールで法務博士号取得。合衆国最高裁判所やマサチューセッツ州最高裁判所、アメリカ司法省で働いた。1981年からシカゴ大学ロースクールおよび同大学政治学部で教鞭をとった。2008年から現職。2009年に行政管理予算庁の情報・規制問題室長に就任。

## 生い立ちと学歴
サンスティーンは、1954年9月21日にマサチューセッツ州コンコードにおいて、教師であったマリアン（旧姓グッドリッチ）と、建築業者であったキャス・リチャード・サンスティーンの、二人のユダヤ人の子として生まれた。1972年にはミドルセックス・スクール（中等学校）を卒業、1975年にはハーバード・カレッジを卒業し学士号を取得した。カレッジでは、スカッシュの学校代表チームや学生誌「ハーバード・ランプーン」の編集部に所属していた。1978年にはハーバード大学ロースクール（法科大学院）において優等の成績(magna cum laude)で法務博士号を取得。ロースクールでは、「ハーバード公民権・人権ロー・レビュー」の編集主幹を務め、エームズ模擬裁判コンペの優勝チームの一員でもあった。1978～1979年にはマサチューセッツ州最高裁判所においてベンジャミン・カプラン判事を補佐、1979～1980年には合衆国最高裁判所においてサーグッド・マーシャル判事を補佐し、ロー・クラークとして働いた。

## 経歴
サンスティーンは、アメリカ合衆国司法省の法律顧問局で法務顧問として働いた（1980～1981年）後、シカゴ大学ロースクールの助教授の職につき（1981～1983年）、その後政治学部の助教授にもなった（1983～1985年）。1985年には、政治学部とロースクールの両方で正教授に昇進。1988年には、ロースクールと政治学部においてカール・N．ルウェリン法学教授となった。1993年には、シカゴ大学はサンスティーンの「功労」を称えて、そのロースクールおよび政治学部における肩書きを、カール・Ｎ・ルウェリン功労終身法学教授に変更した。
1986年秋期には、コロンビア・ロー・スクールのサミュエル・ルービン客員教授、1987年春期、2005年冬期、2007年春期にはハーバード・ロースクールの客員教授も務めた。サンスティーンは、憲法・行政法・環境法の講義、および、初年度必修の「法学の基礎」の講義を担当した。この「法学の基礎」は、法的推論、法哲学、および「法と経済学」のような法の学際的研究の入門であった。2008年秋には、ハーバード・ロースクール教授陣に加わり、「リスク規制プログラム」のディレクターとして活動を開始した。
「リスク規制プログラム」は、21世紀の主要な危機に対し、法や政策がどのように対処するかを核としています。研究範囲として予想されるのは、テロリズム、気候変動、職業安全性、伝染病、自然災害などの低頻度・大損害（LPHC）現象です。サンスティーンは、この新しいプログラムの研究に、学生が多大な貢献をしてくれることを期待しています。
2009年1月7日、「ウォール・ストリート・ジャーナル」は、サンスティーンがホワイトハウスの情報・規制問題局（OIRA）の局長に指名される予定であると報じた。このニュースは、革新派の法学者や環境保護派の間で議論の的となった。サンスティーンの指名承認は、彼の政治的・学術的見識に関する主張をめぐる議論により、長期間保留されていた。2009年9月9日、米上院は、サンスティーンの情報・規制問題局および行政管理予算局局長の指名に関して、討論終結のための投票を行った。この動議は63票対35票で可決された。2009年9月10日、米上院は、57票対40票でサンスティーンを承認した。
サンスティーンはリスク規制に関する研究において、チムール・クランと共に、「利用可能性カスケード」の概念を考案したことで知られる。これは、あるアイデアに関する一般の議論が自己増殖して、個人がその重要性を過大評価することを指す。
サンスティーンの著書としては、「After the Rights Revolution」（1990年）、「The Partial Constitution」（1993年）、「Democracy and the Problem of Free Speech」（1993年）、「Legal Reasoning and Political Conflict」（1996年）、「Free Markets and Social Justice（邦題：自由市場と社会正義）」（1997年）、「One Case at a Time」（1999年）、「Risk and Reason」（2002年）、「Why Societies Need Dissent」（2003年）、「Laws of Fear: Beyond the Precautionary Principle」（2005年）、「Radicals in Robes: Why Extreme Right-Wing Courts Are Wrong for America「（2005年）、「Are Judges Political? An Empirical Analysis of the Federal Judiciary」（2005年）、「Infotopia: How Many Minds Produce Knowledge」（2006年）、そして、リチャード・セイラーとの共著に「Nudge: Improving Decisions about Health, Wealth, and Happiness（邦題：実践行動経済学）」（2008年）がある。
2006年の著書「Infotopia: How Many Minds Produce Knowledge（インフォトピア：集合知の生成）」では、情報の集約について探求している。その中には、予測市場、オープンソースソフトウェア、ウィキに関する議論が含まれている。2004年の著書「The Second Bill of Rights: FDR's Unfinished Revolution and Why We Need It More than Ever（第二権利章典：ルーズベルトの未完の革命、そして私たちが今日それを必要とする理由）」では、フランクリン・ルーズベルトによって提案された第二権利章典を擁護している。この中で提案されている権利としては、教育の権利、住居の権利、医療の権利、独占から保護される権利などがある。サンスティーンは、この第二権利章典が国際的に大きな影響を与えたとし、アメリカでも再評価すべきと主張している。2001年の著書「インターネットは民主主義の敵か」では、インターネットは、独自の見解や経験を共有する集団の中で市民を孤立させ、自分たちの信仰を危うくする情報を遮断する（通称「サイバーバルカン化」）ので、民主主義を脆弱化する可能性があると主張した。
サンスティーンは、シカゴ大学の経済学者リチャード・セイラーと共に、「実践行動経済学」（エール大学出版部、2008年）を著している。「実践行動経済学」では、人々が日常生活でよりよい選択をする上で、公的・私的な組織がどのような支援を行うことができるかを論じている。セイラーとサンスティーンによれば、
人々はしばしば貧しい選択を行い、後で思い出して困惑する。そのような選択をしてしまうのは、人間は誰しもさまざまな日常的バイアスに影響を受けやすく、このバイアスが、教育、家計、医療、住宅ローン、クレジットカード、幸福、そして地球そのものに対してすら、同じようにさまざまな恥ずかしい失敗を犯す原因になっているからだ。
この本の思想は、米大統領バラク・オバマや英首相デビッド・キャメロン、そして英保守党員全般など、さまざまな政治家に好評であったことがわかっている。「実践行動経済学」の思想は批判も受けた。公衆衛生財団「キングス財団」のタミー・ボイス博士はこう言っている。
私たちは、「ナッジ」思想（訳注：「実践行動経済学」の原題「Nudge」を指している）のような、政治的な動機による短期的な運動から離れる必要があります。このような運動は、正当な証拠に基づいているわけではなく、人々の長期的な行動を変化させるには役立ちません。
サンスティーンは、「ニュー・リパブリック」誌や「アメリカン・プロスペクト」誌の寄稿者であり、米議会委員会で証言する機会も多い。1998年には、ビル・クリントンの弾劾に反対する運動において、積極的な役割を果たした。
近年では、「The Volokh Conspiracy」ブログや、ローレンス・レッシグ（ハーバード大学法学部）教授やジャック・バーキン（イェール大学法学部）教授のブログにも寄稿している。サンスティーンは極めて執筆量の多い書き手であると見なされており、そのため、2007年には法学論文誌「The Green Bag」の記事において、サンスティーンと他の法学論文著者との隔たりの次数を反映する「サンスティーン数」の概念が考案された。これは数学論文の著者に与えられる「エルデシュ数」に対応している。
サンスティーンは、アメリカ芸術科学アカデミー（1992年選出）、および、アメリカ法律協会（1990年以降）の会員である。2018年ホルベア賞受賞。

## 主張

### 法哲学
サンスティーンは司法ミニマリズムの提唱者であり、裁判官は原則として目の前の事件の判決に集中すべきで、広範囲に影響を与える法律や判決を根本的に変えることは避けるべき、と主張している。サンスティーンは、一部ではリベラル派と見なされているが、ジョージ・W・ブッシュによるマイケル・W・マコーネルやジョン・ロバーツの最高裁判事の指名を公的に支持し、死刑制度も理論的に強く支持し続けている。
サンスティーンの研究の多くは、法学に行動経済学を結びつけたもので、「合理的行為者」モデルは、法的介入に人々がどう反応するかについて、不適切な理解を導くことがある、と示唆している。
近年サンスティーンは、特にダニエル・カーネマン、リチャード・セイラー、クリスティーン・M・ジョルスなどの行動経済学の訓練を受けた研究者と共同で、人々が実際にどのように行動するかに関する新たな実証結果に基づいて、法と経済学の理論上の前提を修正する方法を示した。
サンスティーンによれば、連邦法の解釈は、裁判官ではなく、合衆国大統領およびその周囲の人間の信念と責任において行われるべきであるという。「法的な曖昧さに直面したときに、連邦法の意味が連邦判事の性格や意向によって解決されるべき理由はない。結果はむしろ、大統領およびその下で働く人たちの責任と信念によって決まるべきである」と、サンスティーンは主張している。
サンスティーンは（共著者リチャード・セイラーとともに）、リバタリアン・パターナリズムの理論を作り上げた。彼はこの理論を主張する際に、思想家/学者/政治家に対し、行動経済学の知見を受け入れて、それを法律に適用し、選択の自由を維持しつつ、人々の決断を彼ら自身の人生をより幸福にする方向に導くことを勧めている。サンスティーンはセイラーとともに、「選択アーキテクト」という新語を生み出した。

### 軍事査問委員会
2002年、ブッシュが議会の承認を受けずに軍事査問委員会を設置したことに関する論争が頂点に達したとき、サンスティーンはわざわざ前に出て、「現行法の下では、ジョージ・W・ブッシュ大統領は、軍事査問委員会を利用する法的権限を持つ」「ブッシュ大統領の選択は、しっかりした法的根拠に基づいている」と強く主張した。そして、ブッシュの軍事査問委員会には法的根拠がないことが最高裁で明らかになるだろう、と主張した法学教授ジョージ・Ｐ・フレッチャーを「ばかばかしい」と嘲った。

### 憲法修正第1条
サンスティーンは著書「Democracy and the Problem of Free Speech（民主主義と言論の自由の問題）」の中で、合衆国憲法修正第1条を再定式化する必要があると主張した。ホームズ判事の「言論の自由市場」の概念をベースにした現在の定式化は、「アメリカの建国文書の起草者たちの意思に逆行している」とサンスティーンは考えている。この改革の目的は、「社会問題に対するより高い関心と、より多様な意見を保証することにより、民主的熟議の過程を活性化させることである」という。サンスティーンは、現在の「同じような意見の人の間だけで会話が行われる状況」を懸念しており、「経済・技術の驚くべき変化に照らすと、現在の解釈の下での憲法による言論の自由の保証が、民主主義の目標に正しく貢献しているかどうかを疑う必要がある」と考えている。そして、「言論の自由が政治的熟議や市民権の促進に果たす役割にこだわった、ブランダイス判事にあやかって『言論のニューディール』」を提案している。

### 動物の権利
サンスティーンの研究の中には、動物の権利の問題を扱ったものもある。彼はこの主題を扱った本を共同執筆しているし、論文も書いている。ハーバード大学で行われた「Facing Animals」というイベントに招待されて講演もしている。このイベントは、動物の倫理や法に関する画期的な討論会である、と記されている。「合理的な人はだれもが動物の権利を信じています」とサンスティーンは言っている。「単なる規制だけでは実際的に不十分であり、かつ、単なる規制だけでは実際的に動物の苦痛の程度を和らげることができない場合、私たちはある種の慣習を擁護することはできないし、認めるべきではない、と結論せざるを得ないかもしれません。」
サンスティーンの動物の権利に関する主張は、オバマによる情報・規制問題局の指名をサクスビー・チャンブリス上院議員（共和党・ジョージア州）が阻止しようとしたときにも、議論の的となった。チャンブリスが反発したのは、サンスティーンと彼の当時の恋人だったマーサ・ヌスバウムが編集した「動物の権利（Animal Rights: Current Debates and New Directions）」の「序章」である。この「序章」の11ページ、動物が人間の所有物だと考えるべきかどうかの哲学的議論において、サンスティーンは、「動物に、虐待や残虐からのさまざまな法的保護や、訴訟のための法的地位を与えるために、人間としての地位は必要ない」と指摘している。たとえば、現行法の下では、近所の人が犬を叩いているのを目撃した者には、訴訟を起こすための法的地位がないので、動物虐待を訴えることができない。サンスティーンは、動物に当事者適格性を認め、第三者による起訴を認めることで、動物虐待が罰せされる可能性を高め、動物に対する残虐行為を減らすことができる、と示唆している。

### 納税
「私たちは、納税の日をお祝いすべきだ」と、サンスティーンは言っている。政府は（警察、消防署、預金保険に加入した銀行、裁判所などの形で）財産・自由を保護・維持しているので、個人は喜んで税金で資金を提供すべきだ、とサンスティーンは主張している。
私たちのポケットや銀行口座にあるお金は、どのような意味で完全に「自分のもの」であると言えるだろうか。それは、自分たちの自律的な努力だけで稼げただろうか。遺言検認裁判所の支援なしで相続できただろうか。銀行規制当局の支援なしで貯金できるだろうか。私たちの生活する共同体の活動を調整して、リソースをするプールする公務員がいなかったら、そのお金を消費できただろうか。税金がなければ自由もない。税金がなければ財産もない。税金がなければ、ほとんどの人が守るべき資産を持つこともできない。公共の負担なしで、自分の権利を満喫し行使できる、というのは儚い幻想である。依存がなければ自由もない。

サンスティーンは続ける。
アメリカ人が当然のように思っているいかなる権利も、政府が効果的に介入することができなければ、確実に保護することはできなかったろう。（中略）「消極的権利」と「積極的権利」という、過剰に濫用されている区別にほとんど意味がないのは、そのためである。私有財産、言論の自由、警察権力の濫用からの保護、契約の自由、宗教実践の自由などの権利、そして、社会保障、国民健康保健、フード・スタンプなどの権利は、集団および個人の福祉を向上させることを目指して、税金によって賄われる国営の社会事業である。

### 婚姻
サンスティーンは最近の本で、政府による婚姻の承認を止めることを提案している。「私たちの提案に従えば、婚姻という単語は法律の中に現れなくなり、婚姻許可はいかなるレベルの政府からも提供・承認されなくなる」と、サンスティーンは主張している。彼は続ける。「カップルに与えられる唯一の法的地位はシビル・ユニオンとなり、これは任意の二人の人間の間の同棲関係となる」。彼はさらに続ける。「政府は、特定の関係に婚姻という肩書きを与えて保証することを要求されることはなくなる」。そして、国家によって承認される婚姻を「公式免許制」と呼んでいる。サンスティーンは1996年7月11日に、上院で結婚防衛法に反対する演説を行った。

## 著書

### 著書
1990–1999
- Sunstein, Cass R. (1993). After the Rights Revolution: Reconceiving the Regulatory State. Harvard: Harvard University Press. ISBN 978-0-674-00909-7
- Sunstein, Cass R. (1993). The Partial Constitution. Harvard: Harvard University Press. ISBN 978-0-674-65478-5
- Sunstein, Cass R. (1995). Democracy and the problem of free speech. New York: The Free Press. ISBN 978-0-02-874000-3
- Sunstein, Cass R. (1996). Legal Reasoning and Political Conflict. Oxford: Oxford University Press. ISBN 978-0-19-511804-9
- Sunstein, Cass R. (1997). Free Markets and Social Justice. Oxford: Oxford University Press. ISBN 978-0-19-510273-4

『自由市場と社会正義』、有松晃・紙谷雅子・柳澤和夫訳、食料・農業政策研究センター、2002年
- Sunstein, Cass R. (1999). One Case at a Time: Judicial Minimalism on the Supreme Court. Harvard: Harvard University Press. ISBN 978-0-674-00579-2

2000–2009
- Sunstein, Cass R. (2000). Behavioral Law and Economics. Cambridge: Cambridge University Press. ISBN 978-0-521-66743-2
- Sunstein, Cass R. (2001). Designing Democracy: What Constitutions Do. Oxford: Oxford University Press. ISBN 978-0-19-514542-7
- Sunstein, Cass R. (2001). Republic.com. Princeton: Princeton University Press. ISBN 978-0-691-07025-4

『インターネットは民主主義の敵か』、石川幸憲訳、毎日新聞社、2003年
- Sunstein, Cass R. (2002). The Cost-Benefit State: The Future of Regulatory Protection. Chicago, Illinois: American Bar Association. ISBN 978-1-59031-054-0
- Sunstein, Cass R. (2002). Risk and reason: Safety, law, and the environment. Cambridge: Cambridge University Press. ISBN 978-0-521-01625-4
- Sunstein, Cass R. (2003). Why Societies Need Dissent. Harvard: Harvard University Press. ISBN 978-0-674-01268-4
- Sunstein, Cass R. (2005). The Laws of Fear: Beyond the Precautionary Principle. Cambridge: Cambridge University Press. ISBN 978-0-521-61512-9 (based on the Seeley Lectures 2004 at Cambridge University)

『恐怖の法則　予防原則を超えて』、角松生史・内野美穂監訳、神戸大学ELSプログラム訳、勁草書房、2015年
- Sunstein, Cass R. (2005). Radicals in Robes: Why Extreme Right-Wing Courts are Wrong for America. New York: Basic Books. ISBN 978-0-465-08327-5
- Sunstein, Cass R. (2006). The Second Bill of Rights: Franklin Delano Roosevelt's Unfinished Revolution and Why We Need It More Than Ever. New York: Basic Books. ISBN 978-0-465-08333-6
- Sunstein, Cass R. (2006). Infotopia: How Many Minds Produce Knowledge. Oxford: Oxford University Press. ISBN 978-0-19-534067-9
- Sunstein, Cass R. (2007). Republic.com 2.0. Princeton: Princeton University Press. ISBN 978-0-691-13356-0
- Sunstein, Cass R. (2007). Worst-Case Scenarios. Harvard: Harvard University Press. ISBN 978-0-674-03251-4

『最悪のシナリオ―― 巨大リスクにどこまで備えるのか』、齊藤誠・田沢恭子訳、みすず書房、2012年
- Sunstein, Cass R. (2009). Going to Extremes: How Like Minds Unite and Divide. Oxford: Oxford University Press. ISBN 978-0-19-975412-0
- Sunstein, Cass R. (2009). On Rumors: How Falsehoods Spread, Why We Believe Them, What Can Be Done. Princeton: Princeton University Press. ISBN 978-0-691-16250-8

2010 onwards
- Sunstein, Cass R. (2013). Simpler: The Future of Government. New York: Simon & Schuster. ISBN 978-1-4767-2659-5
『シンプルな政府――“規制"をいかにデザインするか』、田総恵子訳、NTT出版、2017年
- Sunstein, Cass R. (2014). Valuing Life: Humanizing the Regulatory State. Chicago, Illinois: The University of Chicago Press. ISBN 978-0-226-78017-7
『命の価値――規制国家に人間味を』、山形浩生訳、勁草書房、2017年
- Sunstein, Cass R. (2014). Why Nudge?: The Politics of Libertarian Paternalism (The Storrs Lectures Series). Yale University Press. ISBN 978-0-300-19786-0
- Sunstein, Cass R. (2015). Choosing Not to Choose: Understanding the Value of Choice, Oxford University Press.
『選択しないという選択――ビッグデータで変わる「自由」のかたち』、伊達尚美訳、勁草書房、2017年
- Sunstein, Cass R. (2016). The World According to Star Wars. New York: Dey Street Books. ISBN 978-0-06-248422-2
『スター・ウォーズによると世界は』、山形浩生訳、早川書房、2017年
- Sunstein, Cass R. (2017). #Republic : divided democracy in the age of social media. Princeton University Press. ISBN 9780691175515. OCLC 958799819
『#リパブリック――インターネットは民主主義になにをもたらすのか』、伊達尚美訳、勁草書房、2018年
- Sunstein, Cass R. (2017). Impeachment: A Citizen’s Guide. Harvard University Press. ISBN 9780674983793
- Sunstein, Cass R. (2018-03-06) (英語). Can It Happen Here?: Authoritarianism in America. HarperCollins. ISBN 9780062696212
- Sunstein, Cass R. (2018). The Cost-Benefit Revolution. MIT Press. ISBN 978-0262038140
- Sunstein, Cass R. (2020). Behavioral Science and Public Policy. Cambridge University Press. ISBN 978-1108972789
『入門・行動科学と公共政策――ナッジからはじまる自由論と幸福論』、吉良貴之訳、勁草書房、2021年

### 論文集
- 『熟議が壊れるとき: 民主政と憲法解釈の統治理論』那須耕介 監修，勁草書房，2012

### 共著
- Sunstein, Cass R.; Holmes, Stephen (2000). The Cost of Rights: Why Liberty Depends on Taxes. New York London: W. W. Norton. ISBN 978-0-393-04670-0
- Sunstein, Cass R.; Hastie, Reid; Payne, John W.; Schkade, David; Viscusi, W. Kip (2002). Punitive Damages: How Juries Decide. Chicago, Illinois: University of Chicago Press. ISBN 978-0-226-78015-3
- Sunstein, Cass R.; Schkade, David; Ellman, Lisa; Sawicki, Andres (2006). Are Judges Political? An Empirical Investigation of the Federal Judiciary. Washington, D.C.: Brookings Institution Press. ISBN 978-0-8157-8234-6
- Sunstein, Cass R.; Thaler, Richard (2008). Nudge: Improving Decisions about Health, Wealth, and Happiness. New Haven, Connecticut: Yale University Press. ISBN 978-0-14-311526-7

『実践行動経済学――健康、富、幸福への聡明な選択』、遠藤真美訳、日経BP社、2009年
- Sunstein, Cass R.; Breyer, Stephen G.; Stewart, Richard B.; Vermeule, Adrian; Herz, Michael (2011). Administrative Law and Regulatory Policy: Problems, Text, and Cases (7th ed.). New York: Wolters Kluwer Law & Business. ISBN 978-0-7355-8744-1
- Sunstein, Cass R.; Stone, Geoffrey R.; Seidman, Louis M.; Tushnet, Mark V.; Karlan, Pamela S. (2013). Constitutional Law (7th ed.). New York: Wolters Kluwer Law & Business. ISBN 978-1-4548-1757-4
- Sunstein, Cass R.; Hastie, Reid (2014). Wiser: Getting Beyond Groupthink to Make Groups Smarter. Harvard: Harvard Business Review Press. ISBN 978-1-4221-2299-0
『賢い組織は「みんな」で決める――リーダーのための行動科学入門』、田総恵子訳、NTT出版、2016年

### 編著
- Sunstein, Cass R. (1990). Feminism and Political Theory. Chicago, Illinois: The University of Chicago Press. ISBN 978-0-226-78008-5

### 共編
- Sunstein, Cass R.; Stone, Geoffrey R.; Epstein, Richard A. (1992). The Bill of Rights and the Modern State. Chicago, Illinois: University of Chicago Press. ISBN 978-0-226-77532-6
- Sunstein, Cass R.; Nussbaum, Martha C. (1999). Clones and Clones: Facts and Fantasies about Human Cloning. New York London: W.W. Norton. ISBN 978-0-393-32001-5

『クローン、是か非か』、中村桂子・渡会圭子訳、産業図書、1999年
- Sunstein, Cass R.; Epstein, Richard A. (2001). The Vote: Bush, Gore & the Supreme Court. Chicago: University of Chicago Press. ISBN 978-0-226-21307-1
- Sunstein, Cass R.; Nussbaum, Martha (2004). Animal Rights: Current Debates and New Directions. Oxford New York: Oxford University Press. ISBN 978-0-19-530510-4

『動物の権利』、安部圭介・山本龍彦・大林啓吾監訳、尚学社、2013年
- Sunstein, Cass R. (2010). Law and Happiness. Chicago, Illinois: The University of Chicago Press. ISBN 978-0-226-67600-5